# Raye-sur-Authie
Pour les articles homonymes, voir Raye et Authie.
Raye-sur-Authie est une commune française située dans le département du Pas-de-Calais en région Hauts-de-France. Ses habitants sont appelés les Royais. La commune est membre de la communauté de communes des 7 Vallées.

## Géographie

### Localisation
Localisée dans le sud-ouest du département du Pas-de-Calais et limitrophe du département de la Somme, Raye-sur-Authie est une commune rurale de la vallée de l'Authie située, à vol d'oiseau, à 10 km au sud-ouest de la commune d'Hesdin-la-Forêt et à 22 km au sud-est de la commune de Montreuil-sur-Mer (chef-lieu d'arrondissement).
Le territoire de la commune est limitrophe de ceux de six communes, dont deux, Le Boisle et Dompierre-sur-Authie, dans le département de la Somme.
Les communes limitrophes sont Mouriez, Guigny, Labroye, Regnauville, Le Boisle et Dompierre-sur-Authie.

### Géologie et relief
La superficie de la commune est de 5,89 km2 ; son altitude varie de 12  à   101 m.

### Hydrographie
La commune est située dans le bassin Artois-Picardie.
Le territoire communal est drainé par quatre cours d'eau : 
- le fleuve côtier l'Authie, cours d'eau naturel de 108,18 km, qui prend sa source dans la commune de Coigneux, située dans le département de la Somme, et qui se jette dans la Manche entre les communes de Berck et de Fort-Mahon-Plage[4] ;

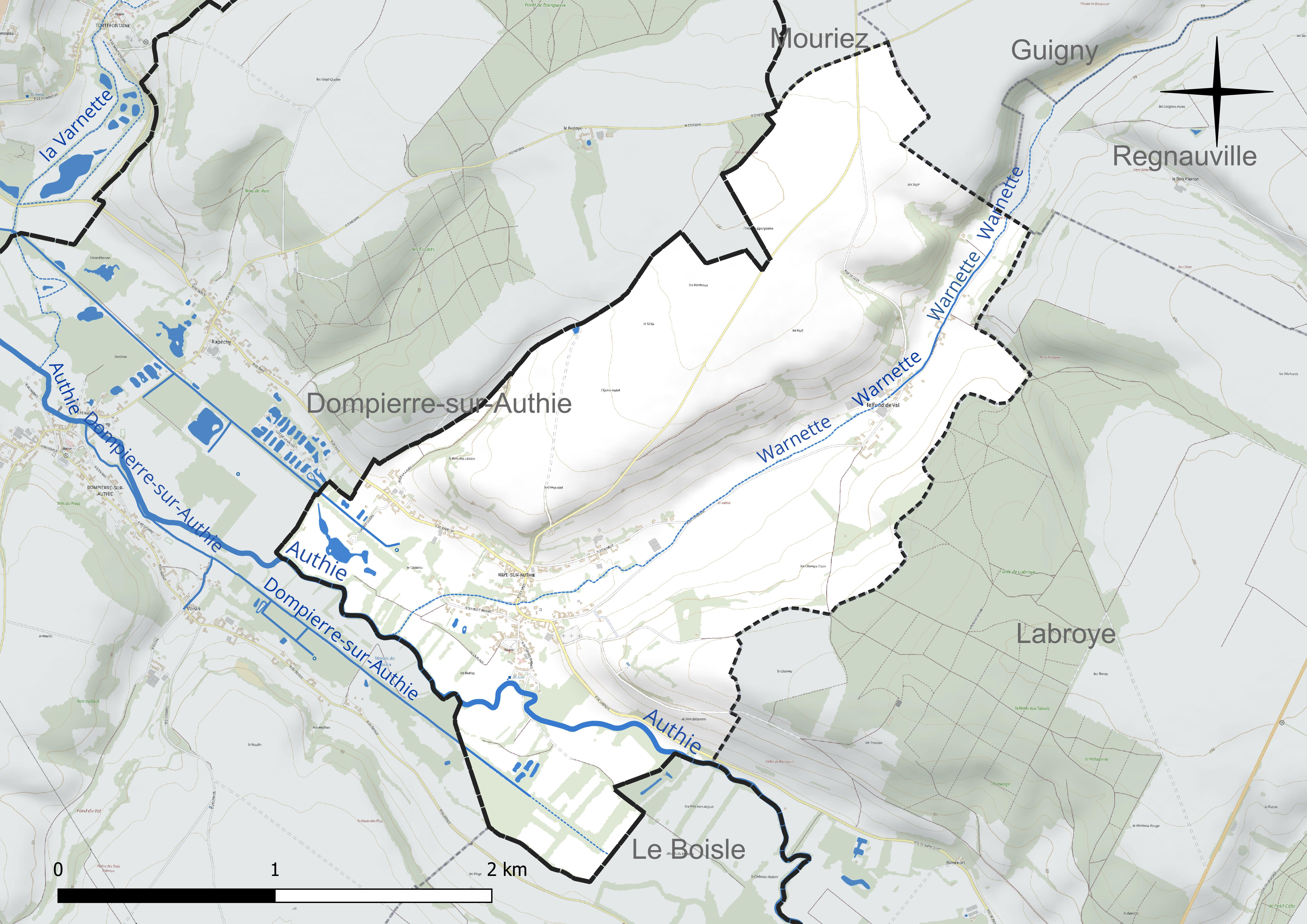
Réseau hydrographique de Raye-sur-Authie.

- le Warnette, cours d'eau naturel non navigable de 4,79 km, qui prend sa source dans la commune de Regnauville et se jette dans l'Authie au niveau de la commune de Dompierre-sur-Authie dans le département de la Somme[5] ;
- le Dompierre-sur-Authie, d'une longueur de 3,17 km qui prend sa source dans la commune et se jette dans l'Authie au niveau de la commune de Dompierre-sur-Authie[6] ;
- un cours d'eau au toponyme hydrographique inconnu, d'une longueur de 2,3 km qui prend sa source dans la commune et se jette dans la Ruisseau la Varnette au niveau de la commune de Tortefontaine[7].

### Climat
Pour des articles plus généraux, voir Climat des Hauts-de-France et Climat du Nord-Pas-de-Calais.
En 2010, le climat de la commune est de type climat océanique franc, selon une étude du CNRS s'appuyant sur une série de données couvrant la période 1971-2000. En 2020, Météo-France publie une typologie des climats de la France métropolitaine dans laquelle la commune est exposée à un climat océanique et est dans la région climatique Côtes de la Manche orientale, caractérisée par un faible ensoleillement (1 550 h/an) ; forte humidité de l’air (plus de 20 h/jour avec humidité relative > 80 % en hiver), vents forts fréquents.
Pour la période 1971-2000, la température annuelle moyenne est de 10,3 °C, avec une amplitude thermique annuelle de 13,3 °C. Le cumul annuel moyen de précipitations est de 891 mm, avec 12,9 jours de précipitations en janvier et 8,2 jours en juillet. Pour la période 1991-2020, la température moyenne annuelle observée sur la station météorologique la plus proche, située sur la commune de Humières à 21 km à vol d'oiseau, est de 10,9 °C et le cumul annuel moyen de précipitations est de 856,9 mm,. Pour l'avenir, les paramètres climatiques de la commune estimés pour 2050 selon différents scénarios d'émission de gaz à effet de serre sont consultables sur un site dédié publié par Météo-France en novembre 2022.

### Paysages
Pour un article plus général, voir Paysage en France.
La commune s'inscrit dans le milieu du « paysage du val d’Authie » tel que défini dans l’atlas des paysages de la région Nord-Pas-de-Calais, conçu par la direction régionale de l'Environnement, de l'Aménagement et du Logement (DREAL),.
Ce paysage, qui concerne 83 communes, se délimite : au sud, dans le département de la  Somme par le « paysage de l’Authie et du Ponthieu, dépendant de l’atlas des paysages de la Picardie et au nord et à l’est par les paysages du Montreuillois, du Ternois et les paysages des plateaux cambrésiens et artésiens. Le caractère frontalier de la vallée de l’Authie, aujourd’hui entre le Pas-de-Calais et la Somme, remonte au Moyen Âge où elle séparait le royaume de France du royaume d’Espagne, au nord.
Son coteau Nord est net et escarpé alors que le coteau Sud offre des pentes plus douces. À l’Ouest, le fleuve s’ouvre sur la baie d'Authie, typique de l’estuaire picard, et se jette dans la Manche. Avec son vaste estuaire et les paysages des bas-champs, la baie d’Authie contraste avec les paysages plus verdoyants en amont.
L’Authie, entaille profonde du plateau artésien, a créé des entités écopaysagères prononcées avec un plateau calcaire dont l’altitude varie de 100  à   163 m qui s’étend de chaque côté du fleuve. L’altitude du plateau décline depuis le pays de Doullens, à l'est (point culminant à 163 m), vers les bas-champs picards, à l'ouest (moins de 40 m). Le fond de la vallée de l’Authie, quant à lui, est recouvert d’alluvions et de tourbes. L’Authie est un fleuve côtier classé comme cours d'eau de première catégorie où le peuplement piscicole dominant est constitué de salmonidés. L’occupation des sols des paysages de la Vallée de l’Authie est composée pour 70 % en culture.

### Milieux naturels et biodiversité

#### Zones naturelles d'intérêt écologique, faunistique et floristique
L’inventaire des zones naturelles d'intérêt écologique, faunistique et floristique (ZNIEFF) a pour objectif de réaliser une couverture des zones les plus intéressantes sur le plan écologique, essentiellement dans la perspective d’améliorer la connaissance du patrimoine naturel national et de fournir aux différents décideurs un outil d’aide à la prise en compte de l’environnement dans l’aménagement du territoire.
Le territoire communal comprend une ZNIEFF de type 1 : la forêt de Labroye et les côtes de Biencourt. Cette ZNIEFF est située dans le complexe écologique de la moyenne vallée de l’Authie et de ses versants, la forêt de Labroye en occupant la partie centrale.
et une ZNIEFF de type 2 : la moyenne vallée de l’Authie et ses versants entre Beauvoir-Wavans et Raye-sur-Authie. Cette ZNIEFF de la moyenne vallée de l’Authie comprend une organisation paysagère régulière avec le fond de vallée humide, des versants calcaires, pentes boisées et hauteurs cultivées.

Carte des ZNIEFF de type 1 et 2 sur la commune
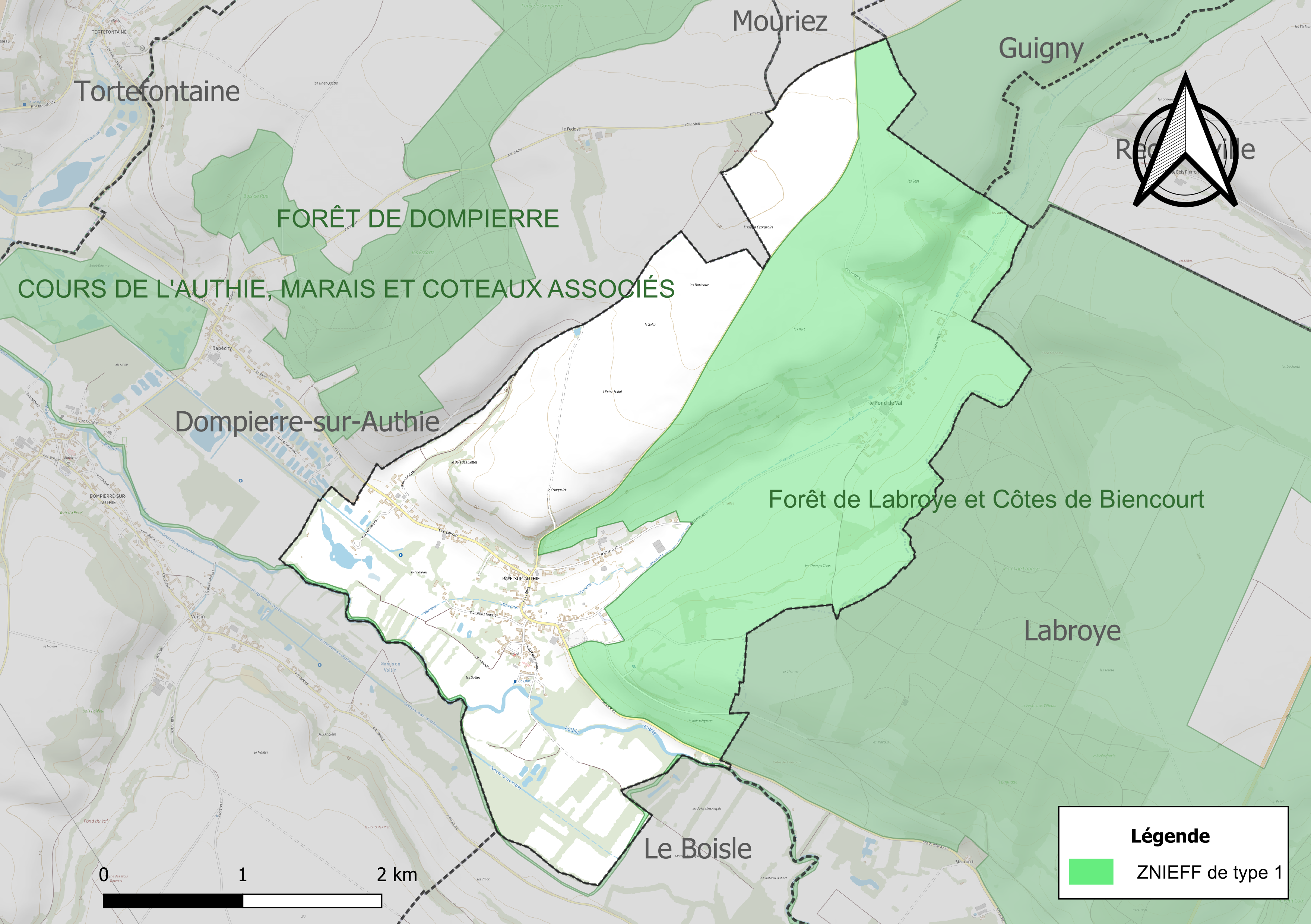
Carte de la ZNIEFF de type 1 sur la commune.
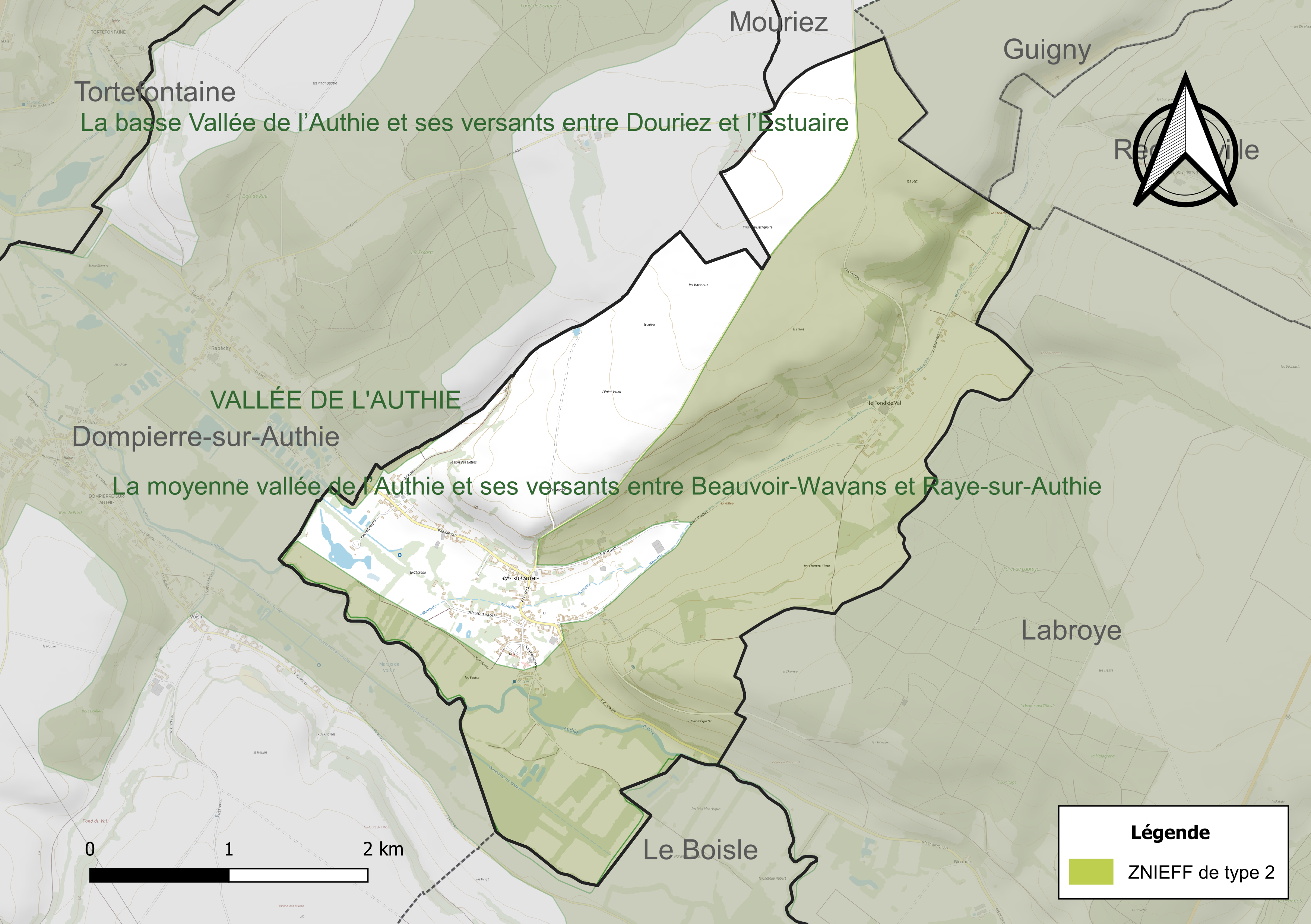
Carte de la ZNIEFF de type 2 sur la commune.

#### Site Natura 2000
Le réseau Natura 2000 est un réseau écologique européen de sites naturels d’intérêt écologique élaboré à partir des directives « habitats » et « oiseaux ». Ce réseau est constitué de zones spéciales de conservation (ZSC) et de zones de protection spéciale (ZPS). Dans les zones de ce réseau, les États membres s'engagent à maintenir dans un état de conservation favorable les types d'habitats et d'espèces concernés, par le biais de mesures réglementaires, administratives ou contractuelles.
Sur la commune, un site Natura 2000 de type B est défini en site d'importance communautaire (SIC) : les pelouses, bois, forêts neutrocalcicoles et système alluvial de la moyenne vallée de l'Authie, d’une superficie de 115 ha et d'une altitude variant de 17  à   138 mètres.

#### Espèces faunistiques et floristiques
L’Inventaire national du patrimoine naturel (INPN) recense plusieurs espèces faunistiques et floristiques sur le territoire de la commune dont certaines sont protégées et d’autres menacées et quasi-menacées.

## Urbanisme

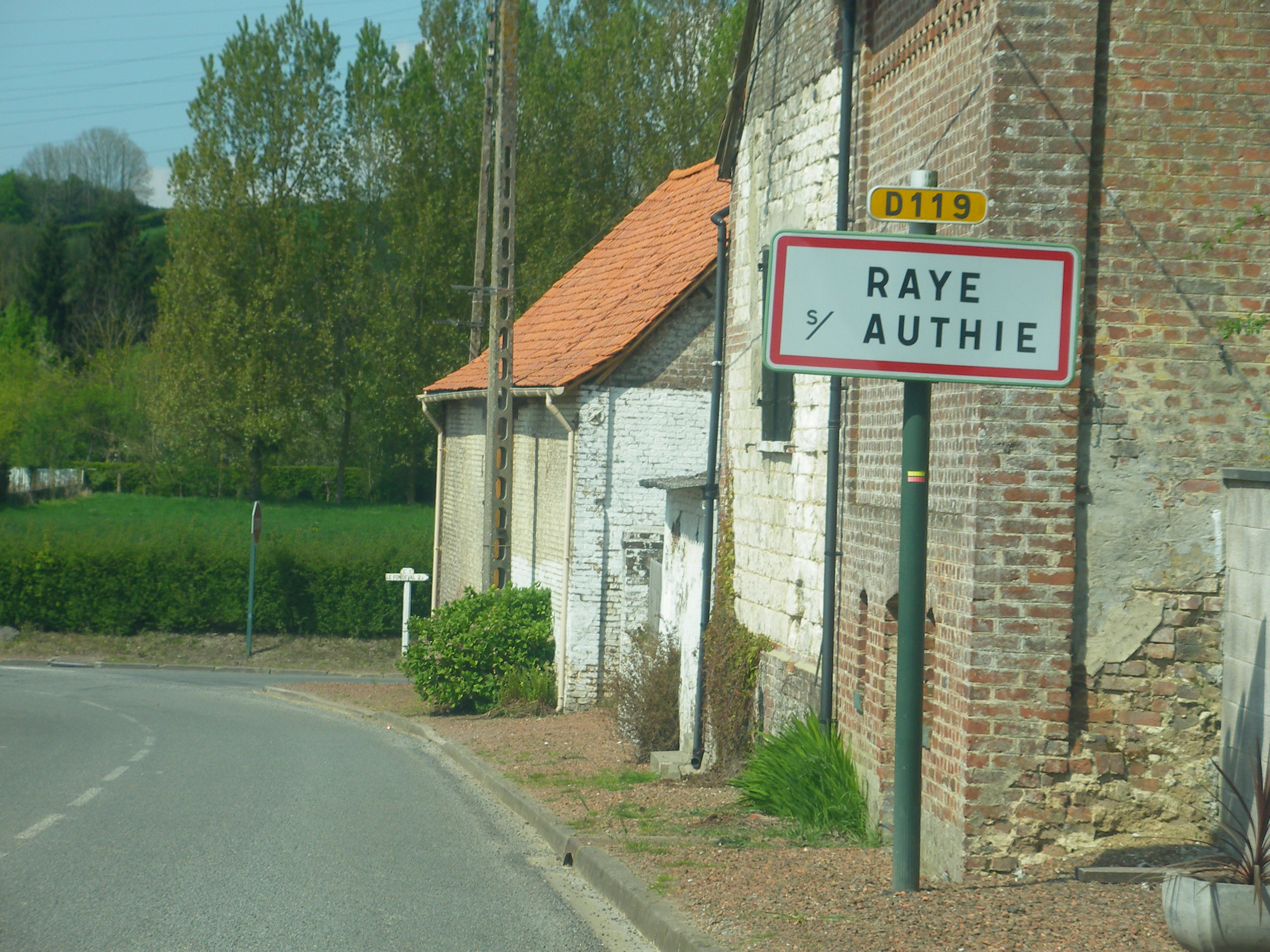
Une entrée de la commune.

### Typologie
Au 1er janvier 2024, Raye-sur-Authie est catégorisée commune rurale à habitat dispersé, selon la nouvelle grille communale de densité à sept niveaux définie par l'Insee en 2022.
Elle est située hors unité urbaine et hors attraction des villes,.

### Occupation des sols
L'occupation des sols de la commune, telle qu'elle ressort de la base de données européenne d’occupation biophysique des sols Corine Land Cover (CLC), est marquée par l'importance des territoires agricoles (94,6 % en 2018), une proportion identique à celle de 1990 (94,6 %). La répartition détaillée en 2018 est la suivante : 
terres arables (48,1 %), prairies (42,9 %), zones urbanisées (5,3 %), zones agricoles hétérogènes (3,6 %), forêts (0,2 %). L'évolution de l’occupation des sols de la commune et de ses infrastructures peut être observée sur les différentes représentations cartographiques du territoire : la carte de Cassini (XVIIIe siècle), la carte d'état-major (1820-1866) et les cartes ou photos aériennes de l'IGN pour la période actuelle (1950 à aujourd'hui).

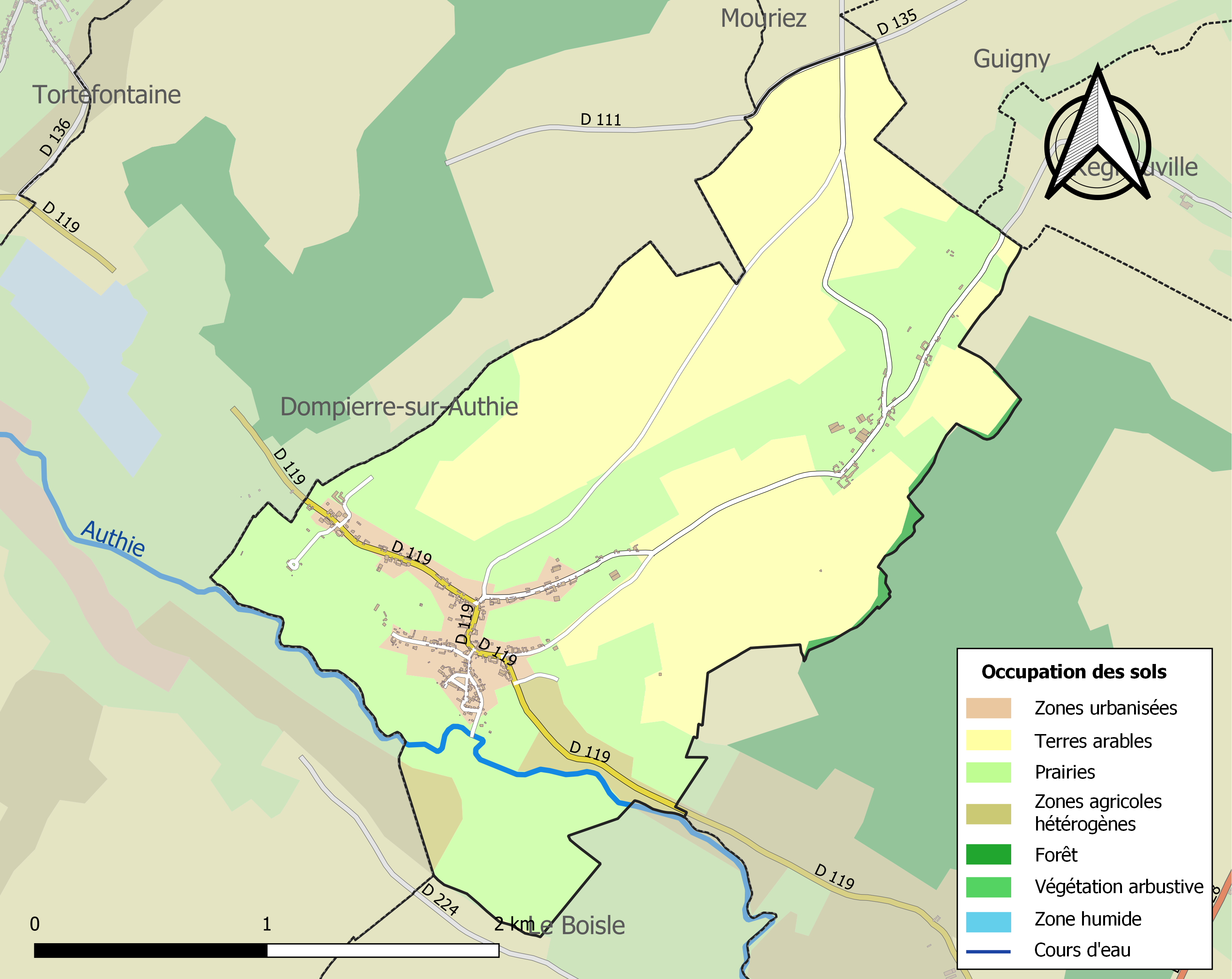
Carte des infrastructures et de l'occupation des sols de la commune en 2018 (CLC).

## Toponymie
Le nom de la localité est attesté sous les formes Brahic au VIIIe siècle ; Radium en 1138 ; Ray en 1142 ; Raiz en 1559 ; Raye en 1793 ; Raye en 1801 et Raye-sur-Authie depuis 1906.
L’Authie (fleuve) est un fleuve côtier du Nord de la France qui se jette dans la Manche sis dans les départements de la Somme et du Pas-de-Calais, dans le bassin Artois-Picardie.

## Histoire

### Seconde Guerre mondiale
Lors de la Seconde Guerre mondiale, la commune subit un bombardement le 13 février 1944 par le 44th Bomb Group.

## Politique et administration

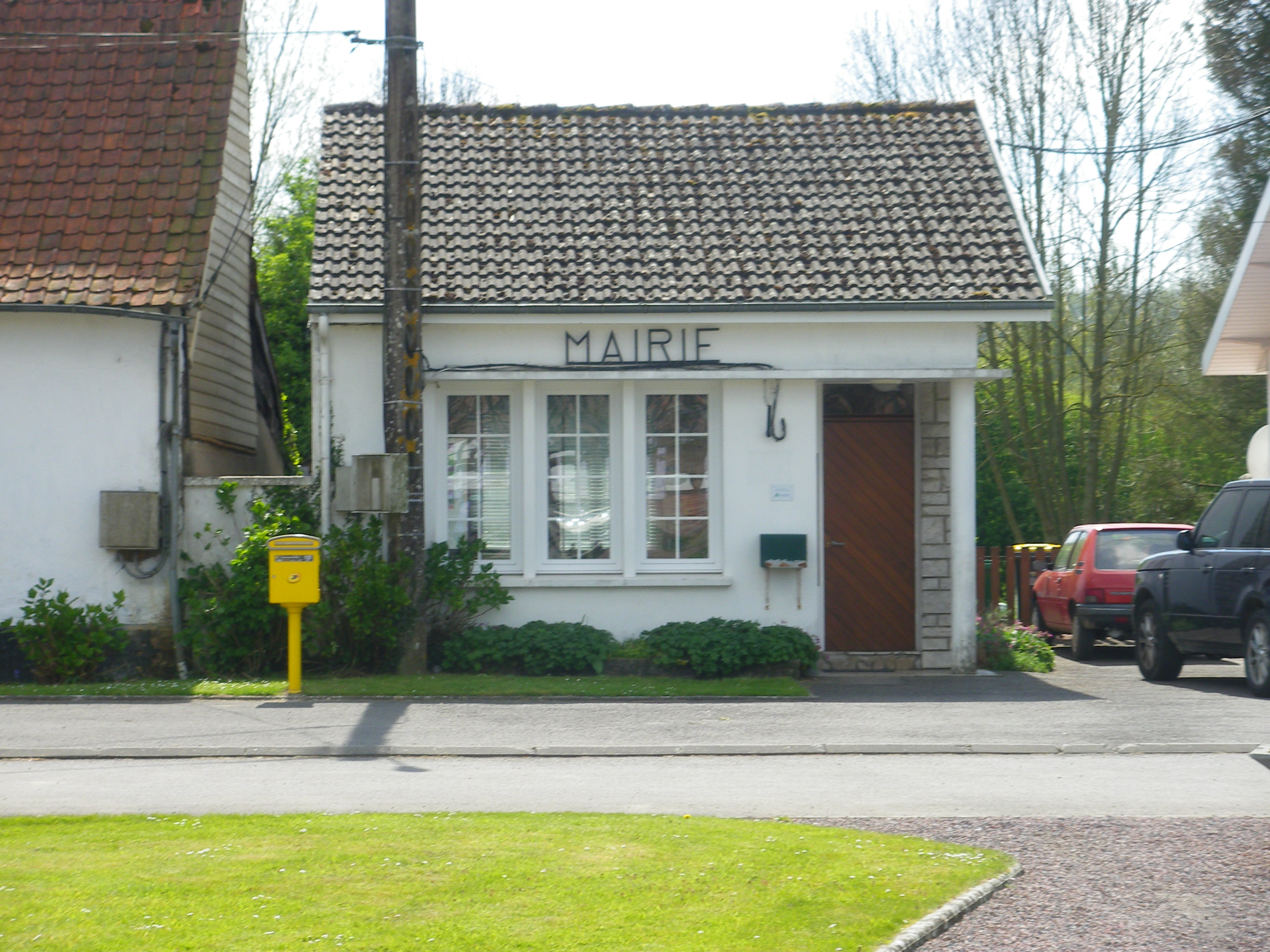
La mairie.

### Découpage territorial
La commune se trouve dans l'arrondissement de Montreuil du département du Pas-de-Calais.

#### Commune et intercommunalités
La commune est membre de la communauté de communes des 7 Vallées qui regroupe 66 communes et totalise 29 425 habitants en 2022.

#### Circonscriptions administratives
La commune est rattachée au canton d'Auxi-le-Château.

#### Circonscriptions électorales
Pour l'élection des députés, la commune fait partie de la quatrième circonscription du Pas-de-Calais.

### Élections municipales et communautaires

#### Liste des maires
| Période                                  | Période  | Identité        | Étiquette | Qualité                                          |
| ---------------------------------------- | -------- | --------------- | --------- | ------------------------------------------------ |
| Les données manquantes sont à compléter. |          |                 |           |                                                  |
| mars 2001                                | 2006     | Manuel Ferreira |           | Démissionnaire                                   |
| février 2006                             | mai 2020 | M. Claude Boyez |           | Agriculteur Réélu pour le mandat 2014-2020,      |
| 25 mai 2020                              | En cours | Monique Dufour  |           | Auxiliaire de vie Élue pour le mandat 2020-2026, |

## Population et société

### Démographie
Les habitants sont appelés les Royais.

#### Évolution démographique
L'évolution du nombre d'habitants est connue à travers les recensements de la population effectués dans la commune depuis 1793. Pour les communes de moins de 10 000 habitants, une enquête de recensement portant sur toute la population est réalisée tous les cinq ans, les populations de référence des années intermédiaires étant quant à elles estimées par interpolation ou extrapolation. Pour la commune, le premier recensement exhaustif entrant dans le cadre du nouveau dispositif a été réalisé en 2005.

En 2022, la commune comptait 228 habitants, en évolution de −7,69 % par rapport à 2016 (Pas-de-Calais : −0,72 %, France hors Mayotte : +2,11 %).
| 1793 | 1800 | 1806 | 1821 | 1831 | 1836 | 1841 | 1846 | 1851 |
| ---- | ---- | ---- | ---- | ---- | ---- | ---- | ---- | ---- |
| 496  | 529  | 520  | 508  | 581  | 703  | 669  | 660  | 632  |

| 1856 | 1861 | 1866 | 1872 | 1876 | 1881 | 1886 | 1891 | 1896 |
| ---- | ---- | ---- | ---- | ---- | ---- | ---- | ---- | ---- |
| 630  | 629  | 590  | 538  | 548  | 486  | 462  | 467  | 432  |

| 1901 | 1906 | 1911 | 1921 | 1926 | 1931 | 1936 | 1946 | 1954 |
| ---- | ---- | ---- | ---- | ---- | ---- | ---- | ---- | ---- |
| 436  | 474  | 428  | 366  | 385  | 399  | 373  | 389  | 346  |

| 1962 | 1968 | 1975 | 1982 | 1990 | 1999 | 2005 | 2006 | 2010 |
| ---- | ---- | ---- | ---- | ---- | ---- | ---- | ---- | ---- |
| 323  | 336  | 317  | 271  | 259  | 255  | 239  | 234  | 219  |

| 2015 | 2020 | 2022 | - | - | - | - | - | - |
| ---- | ---- | ---- | - | - | - | - | - | - |
| 243  | 233  | 228  | - | - | - | - | - | - |

#### Pyramide des âges
En 2018, le taux de personnes d'un âge inférieur à 30 ans s'élève à 32,2 %, soit en dessous de la moyenne départementale (36,7 %). À l'inverse, le taux de personnes d'âge supérieur à 60 ans est de 33,9 % la même année, alors qu'il est de 24,9 % au niveau départemental.
En 2018, la commune comptait 127 hommes pour 117 femmes, soit un taux de 52,05 % d'hommes, largement supérieur au taux départemental (48,50 %).
Les pyramides des âges de la commune et du département s'établissent comme suit.
| Hommes | Classe d’âge | Femmes |
| ------ | ------------ | ------ |
| 1,7    | 90 ou +      | 0,9    |
| 8,3    | 75-89 ans    | 11,6   |
| 22,3   | 60-74 ans    | 23,2   |
| 19,0   | 45-59 ans    | 16,1   |
| 16,5   | 30-44 ans    | 16,1   |
| 10,7   | 15-29 ans    | 12,5   |
| 21,5   | 0-14 ans     | 19,6   |

| Hommes | Classe d’âge | Femmes |
| ------ | ------------ | ------ |
| 0,5    | 90 ou +      | 1,6    |
| 5,6    | 75-89 ans    | 8,9    |
| 16,7   | 60-74 ans    | 18,1   |
| 20,2   | 45-59 ans    | 19,2   |
| 18,9   | 30-44 ans    | 18,1   |
| 18,2   | 15-29 ans    | 16,2   |
| 19,9   | 0-14 ans     | 17,9   |

## Économie

### Entreprises et commerces

#### Activités hors agriculture
Quatre établissements marchands non agricoles sont économiquement actifs en 2021 à Raye-sur-Authie,,.
| Secteur d'activité                                                                                        | Commune | Commune | Département |
| Secteur d'activité                                                                                        | Nombre  | %       | %           |
| --- | ------- | ------- | ----------- |
| Ensemble                                                                                                  | 4       | 100 %   | (100 %)     |
| Industrie manufacturière, industries extractives et autres                                                | 1       | 25,0 %  | (6,6 %)     |
| Construction                                                                                              | 1       | 25,0 %  | (10,5 %)    |
| Commerce de gros et de détail, transports, hébergement et restauration                                    | 1       | 25,0 %  | (30,5 %)    |
| Information et communication                                                                              |         |         | (1,8 %)     |
| Activités financières et d'assurance                                                                      |         |         | (4,8 %)     |
| Activités immobilières                                                                                    |         |         | (5,0 %)     |
| Activités spécialisées, scientifiques et techniques et activités de services administratifs et de soutien |         |         | (13,8 %)    |
| Administration publique, enseignement, santé humaine et action sociale                                    | 1       | 25,0 %  | (16,8 %)    |
| Autres activités de services                                                                              |         |         | (10,0 %)    |

#### Agriculture
La commune est dans le « pays de Montreuil », une petite région agricole dans le département du Pas-de-Calais. En 2020, l'orientation technico-économique de l'agriculture  sur la commune est la polyculture et/ou le polyélevage. 
|               | 1988 | 2000 | 2010 | 2020 |
| ------------- | ---- | ---- | ---- | ---- |
| Exploitations | 26   | 7    | 5    | 2    |
| SAU (ha)      | 607  | 487  | 427  | 391  |

Le nombre d'exploitations agricoles en activité et ayant leur siège dans la commune est passé de 26 lors du recensement agricole de 1988  à 7 en 2000 puis à 5 en 2010 et enfin à 2 en 2020, soit une baisse de 92 % en 32 ans. Le même mouvement est observé à l'échelle du département qui a perdu pendant cette période 65 % de ses exploitations (passant de 16 556 à 5 736),. La surface agricole utilisée sur la commune a également diminué, passant de 607 ha en 1988 à 391 ha en 2020. Parallèlement la surface agricole utilisée moyenne par exploitation a augmenté, passant de 23 à 196 ha,.

## Culture locale et patrimoine

### Lieux et monuments

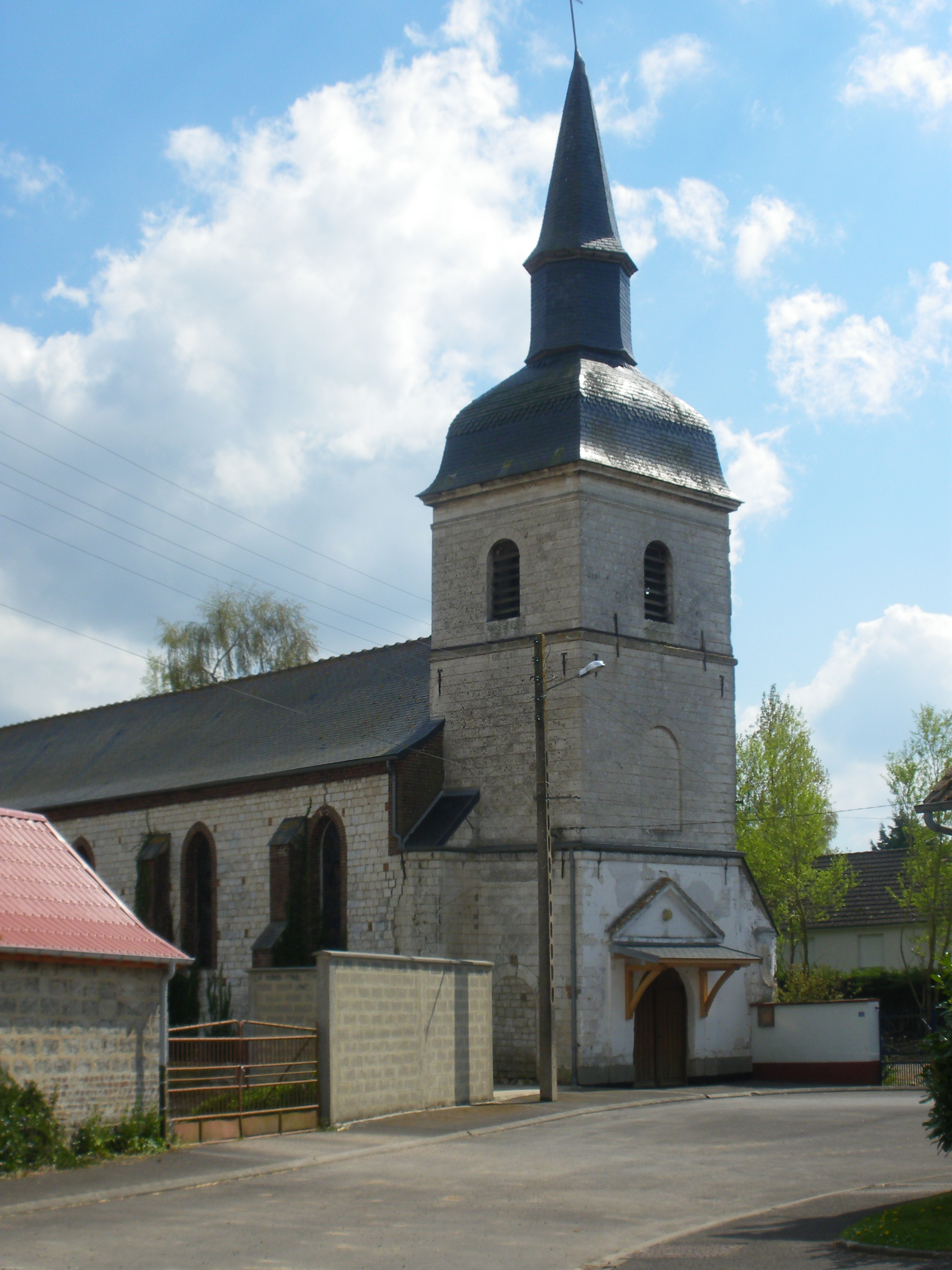
L'église Saint-Liphard.
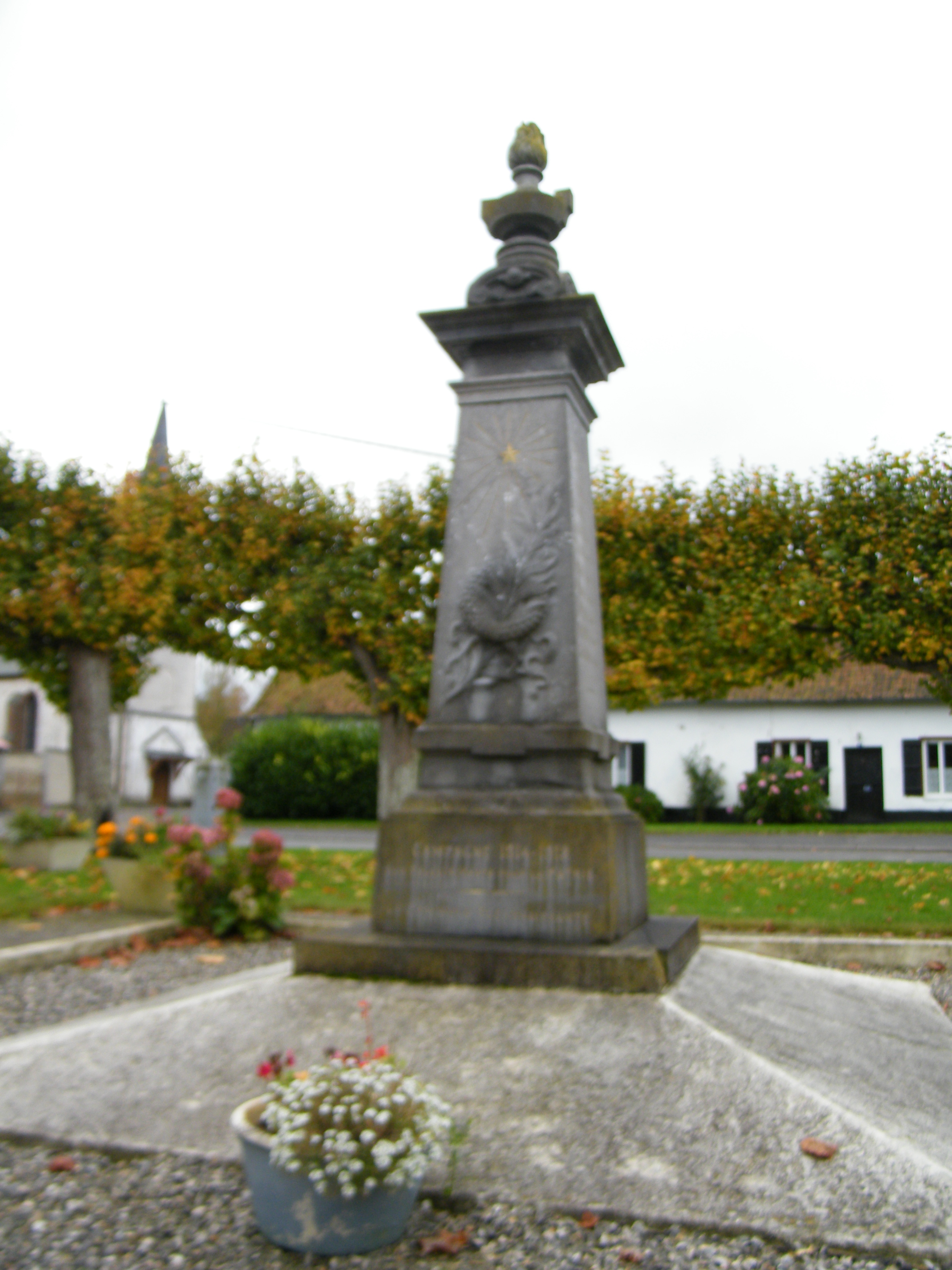
Le monument aux morts[41].
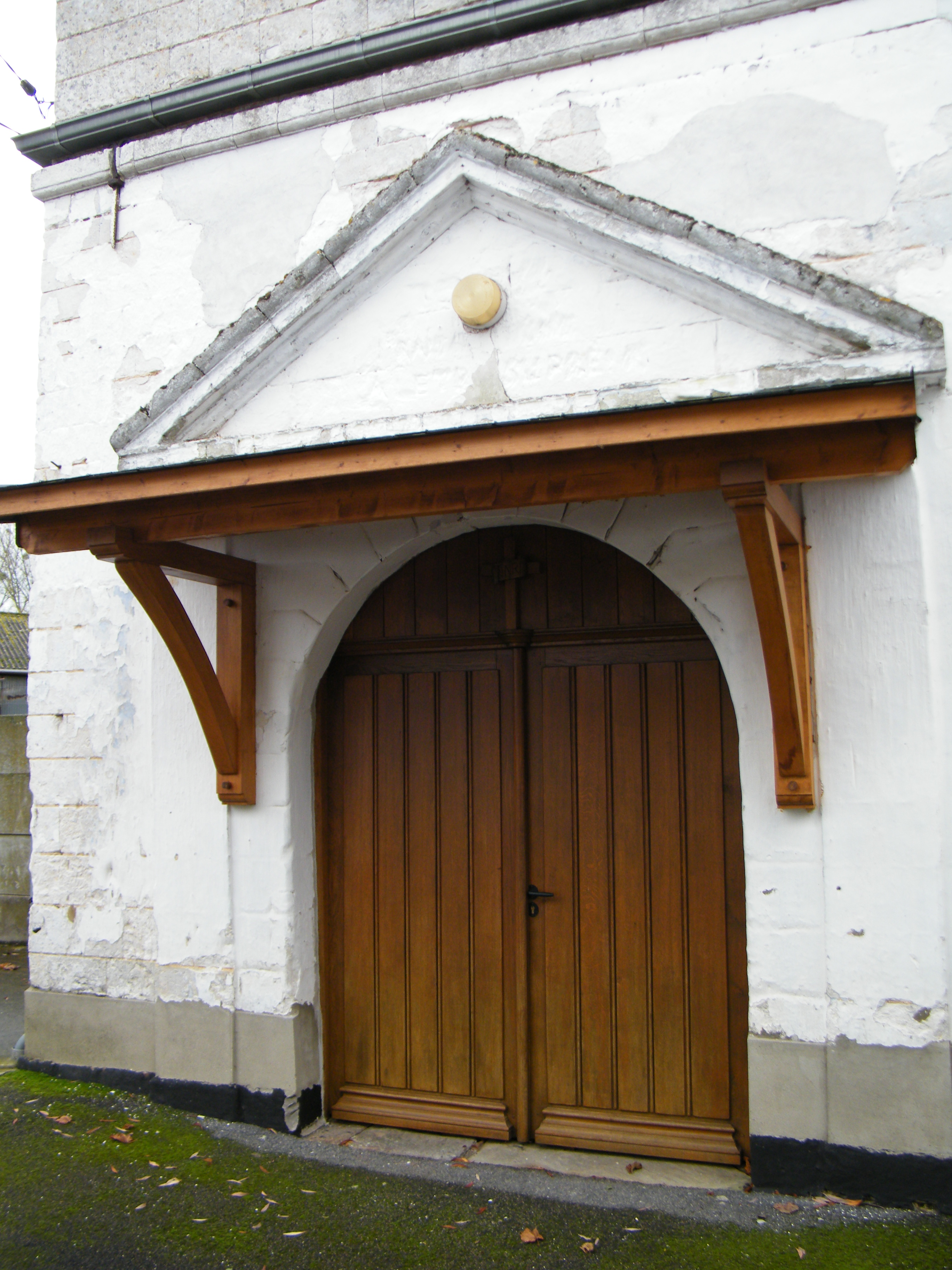
Le portail de l'église.

- L'église Saint-Liphard.
- Le monument aux morts.
- Le portail de l'église.

### Héraldique
| Blason de Raye-sur-Authie | Blason  | D'azur au chevron d'or accompagné en chef de deux molettes à cinq rais d'argent et en pointe d'un poisson du même en pal. |
| Blason de Raye-sur-Authie | Détails | Le statut officiel du blason reste à déterminer.                                                                          |

## Pour approfondir

#### Bases de données, dictionnaires et encyclopédies
- Ressources relatives à la géographie :   - Insee (communes)
  - Ldh/EHESS/Cassini
- Ressource relative à plusieurs domaines :   - Annuaire du service public français
- Notices d'autorité :   - BnF (données)